# Tusson (Fluss)
Der Tusson ist ein Fluss in Frankreich, der die Départements Sarthe in der Region Pays de la Loire und Loir-et-Cher in der Region Centre-Val de Loire durchfließt.

## Verlauf
Er entspringt im Gemeindegebiet von Coudrecieux dem Seelein Étang Salé und entwässert generell in südlicher Richtung. Knapp vor seiner Mündung wechselt er ins benachbarte Département Loir-et-Cher und mündet nach rund 33 Kilometern im Gemeindegebiet von Sougé als rechter Nebenfluss in den Braye.

## Orte am Fluss
(Reihenfolge in Fließrichtung)
- Évaillé
- Vancé
- La Chapelle-Gaugain
- Lavernay